# Серпень 2008
Серпень 2008 — восьмий місяць 2008 року, що розпочався у п'ятницю 1 серпня та закінчився у неділю 31 серпня.

## Події
- 1 серпня:
  - Початок Російсько-грузинської війни.
  - Повне Сонячне затемнення.
- 8 серпня — відбулось відкриття літніх Олімпійський ігор в Пекіні.
- 14 серпня — збірна України завоювала перше золото у фехтуванні на шаблях.
- 24 серпня — у Пекіні погашено вогонь XXIX літніх Олімпійських ігор.
- 27 серпня — початок операції «Іглс самміт» в Афганістані.
- 29 серпня — у матчі за Суперкубок УЄФА 2008 російський «Зеніт» переміг англійський «Манчестер Юнайтед».
- 30 серпня — у Китаї в провінції Сичуань стався потужний землетрус, силою більше шести балів за шкалою Ріхтера.